# Dodecatheon hendersonii
Dodecatheon hendersonii es una especie de planta herbácea perteneciente a la familia de las primuláceas. Es originaria del oeste de Norteamérica. 

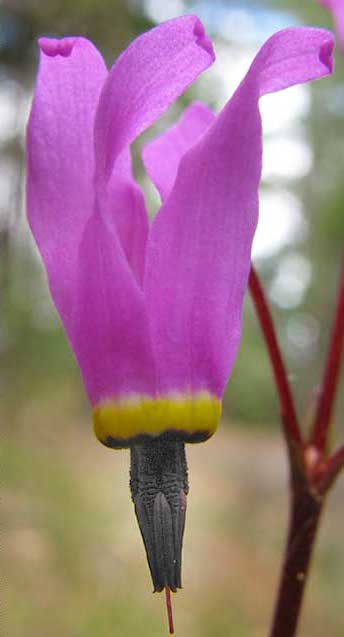
Detalle de la flor

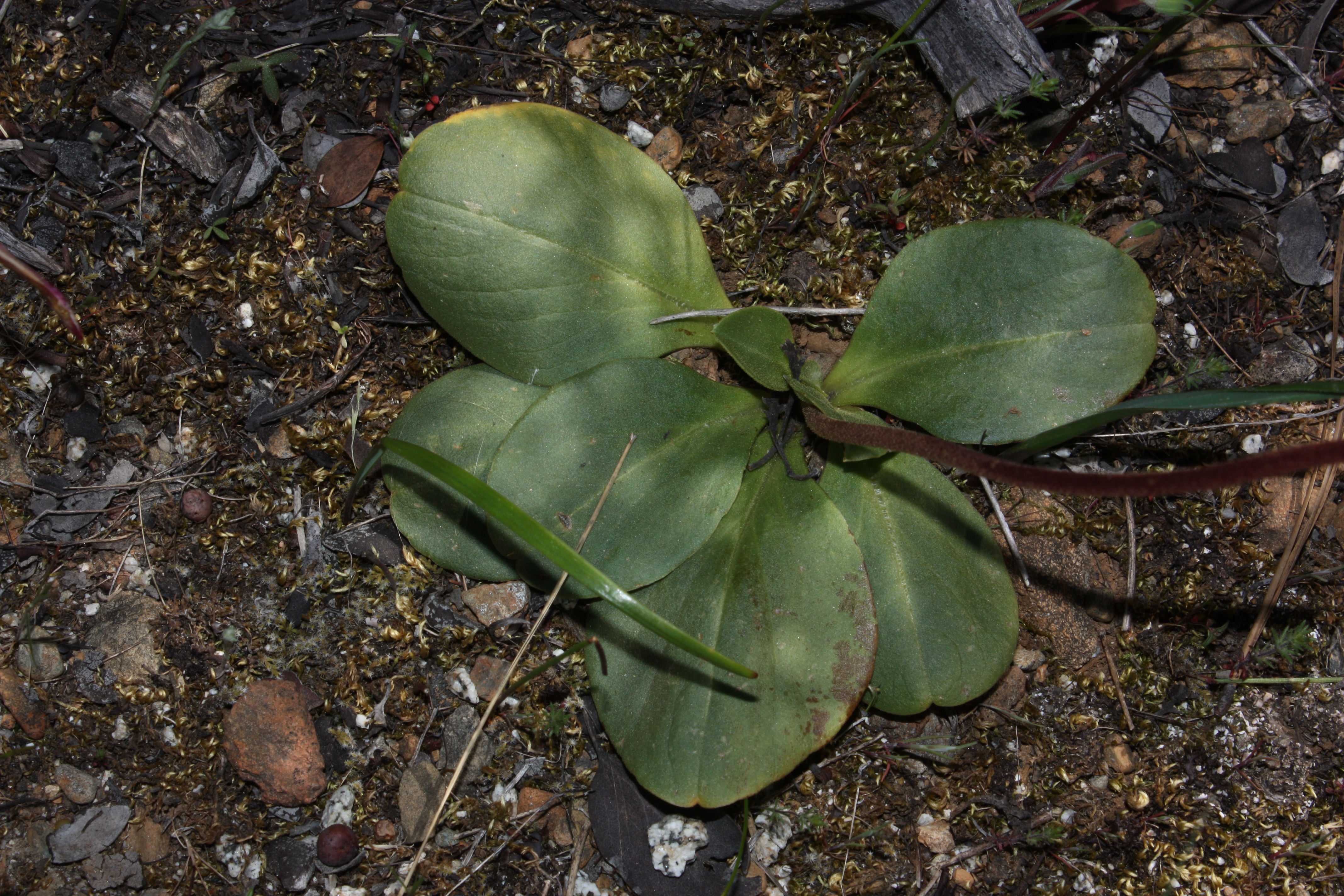
Detalle de las hojas

## Distribución y hábitat
Se encuentra desde California hasta British Columbia e Idaho. En California, se produce en el noroeste (excepto la costa norte), la Cordillera de las Cascadas, las estribaciones de Sierra Nevada, el Valle Central, el San Francisco Bay Area, el norte Inner gamas de costa del Sur, y la Sierra de San Bernardino. Se encuentra generalmente en los bosques abiertos, desde el nivel del mar, en la Columbia Británica, hasta 1900 m de altitud en California.

## Descripción
D. hendersonii es caduco en verano, muriendo después de la cesación de las lluvias. Tiene muchas hojas basales amontonadas, de 2-16 cm de largo, con 6-25 flores en tallos de 10-30 cm de altura. Las flores son de color magenta profundo a la lavanda a blanco, con los estambres excluidos y los sépalos inclinados hacia atrás. Es muy variable y se hibrida con Dodecatheon clevelandii, que se pueden distinguir por su tallo rojizo o púrpura.

## Cultivo
Necesita un buen drenaje, y un período seco en verano. Las plantas germinadas de semilla puede tardar 3-5 años en producir flores. Para algunos Dodecatheon , con la fertilización frecuente, luz y humedad, la latencia puede ser retrasada, y el tiempo de floración se puede reducir a 1-2 años. Otra técnica para acelerar la floración es colocarlos en un refrigerador después de la latencia, y luego se los lleva a un cobertizos en pleno verano. Se puede propagarse por división en invierno. Prefiere sombra cuando en el interior.
Esta planta se ha ganado el Premio al Mérito Garden de la Royal Horticultural Society.

## Usos
Las hojas y las raíces se pueden comer cuando están asadas o hervidas, pero se divulga que pueden ser venenosas cuando se comen crudas.
Es usada en la Terapia floral californiana, donde es apropiada para personas con una espiritualidad quizás demasiado intensa y que se encuentran desapegadas de lo terrenal, ayuda a prestar más atención a lo humano y terreno, conciliándolo con la conciencia cósmica personal.

## Taxonomía
Dodecatheon hendersonii fue descrita por Asa Gray y publicado en Botanical Gazette 11(9): 233. 1886.
Sinonimia
- Dodecatheon atratum Greene
- Dodecatheon cruciatum Greene
- Dodecatheon ellipticum Nutt. ex Durand
- Dodecatheon hansenii (Greene) H.J.Thomps.
- Dodecatheon integrifolium var. latifolium Hook.
- Dodecatheon latifolium (Hochst.) Piper
- Dodecatheon meadia var. brevifolium A.Gray
- Dodecatheon meadia var. ellipticum K.Brandegee
- Dodecatheon meadia var. hendersonii (A.Gray) K.Brandegee
- Dodecatheon meadia var. parvifolium (R.Knuth) E.D.Br.
- Dodecatheon patulum var. parvifolium R.Knuth
- Meadia hendersonii Kuntze
- Primula hendersonii (A. Gray) Mast & Reveal[4]